# Willem Blaeu
Willem Janszoon Blaeu (ur. 9 grudnia 1571 w Alkmaarze, zm. 21 października 1638 w Amsterdamie) – holenderski kartograf i wydawca.

## Życiorys
W latach 1594 i 1596 nabywał umiejętności u duńskiego astronoma Tycho de Brahe. W 1599 założył wydawnictwo kartograficzne. Publikował dzieła takich autorów jak: Willebrord Snell, Gerardus Vossius, Pieter Corneliszoon Hooft, Adriaan Metius. W 1630 roku wydał pierwszy atlas świata – Atlantis Appendix... z 60 mapami. W 1633 roku otrzymał nominację na kartografa państwowego i zarazem został mianowany kartografem Holenderskiej Kompanii Wschodnioindyjskiej.
W latach 1662–1663 został przez niego wydany największy ówczesny atlas – Atlas Maior... (w 12 tomach z 600 mapami). Była to najdroższa książka w siedemnastym wieku. W 1634 opublikował sławny Theatrum Orbis Terrarum, a w 1635 – Atlas Novus. Większość atlasów była oprawiana w jasną skórę ze złotymi tłoczeniami. W 1672 r. drukarnie spłonęły w pożarze, a ocalałe płyty atlasu zostały sprzedane na aukcji.
W roku 1613 wydał tzw. mapę radziwiłłowską Wielkiego Księstwa Litewskiego, wielokrotnie wznawianą przez jego drukarnię.
Miał dwóch synów, Johannesa i Cornelisa, którzy po jego śmierci kontynuowali działalność wydawniczą.